# Доњи Страњани
Доњи Страњани je село изнад Бродарева на обронцима планине Јадовника, у близини Пријепоља. Налази се у општини Пријепоље у Златиборском округу. Према попису из 2022. било је 24 становника. У близини се налазе и Горњи Страњани, а цео крај се назива страњански крај.

## Демографија
У насељу Доњи Страњани живи 103 пунолетна становника, а просечна старост становништва износи 48,2 година (49,0 код мушкараца и 47,4 код жена). У насељу има 44 домаћинства, а просечан број чланова по домаћинству је 2,73.
Становништво у овом насељу веома је нехомогено, а у последња три пописа, примећен је пад у броју становника.
|  |

| Демографија | Демографија | Демографија |
| Година      | Становника  | Становника  |
| ----------- | ----------- | ----------- |
| 1948.       | 572         |             |
| 1953.       | 660         |             |
| 1961.       | 700         |             |
| 1971.       | 618         |             |
| 1981.       | 464         |             |
| 1991.       | 275         | 271         |
| 2002.       | 120         | 134         |

| Етнички састав према попису из 2002.‍ | Етнички састав према попису из 2002.‍ | Етнички састав према попису из 2002.‍ | Етнички састав према попису из 2002.‍ | Етнички састав према попису из 2002.‍ |
| ------------------------------------ | ------------------------------------ | ------------------------------------ | ------------------------------------ | ------------------------------------ |
|                                      |                                      |                                      |                                      |                                      |
| Срби                                 | Срби                                 |                                      | 72                                   | 60,0%                                |
| Муслимани                            | Муслимани                            |                                      | 32                                   | 26,66%                               |
| Бошњаци                              | Бошњаци                              |                                      | 16                                   | 13,33%                               |
| непознато                            | непознато                            |                                      | 0                                    | 0,0%                                 |

| Година пописа     | 1948. | 1953. | 1961. | 1971. | 1981. | 1991. | 2002. |
| ----------------- | ----- | ----- | ----- | ----- | ----- | ----- | ----- |
| Број домаћинстава | 91    | 96    | 117   | 110   | 94    | 72    | 44    |

| Број чланова      | 1 | 2  | 3 | 4 | 5 | 6 | 7 | 8 | 9 | 10 и више | Просек |
| ----------------- | - | -- | - | - | - | - | - | - | - | --------- | ------ |
| Број домаћинстава | 8 | 20 | 6 | 3 | 4 | 1 | 1 | 0 | 1 | 0         | 2,73   |

| Пол    | Укупно | Неожењен/Неудата | Ожењен/Удата | Удовац/Удовица | Разведен/Разведена | Непознато |
| ------ | ------ | ---------------- | ------------ | -------------- | ------------------ | --------- |
| Мушки  | 52     | 18               | 32           | 2              | 0                  | 0         |
| Женски | 55     | 12               | 36           | 7              | 0                  | 0         |
| УКУПНО | 107    | 30               | 68           | 9              | 0                  | 0         |

| Пол    | Укупно                    | Пољопривреда, лов и шумарство | Рибарство                            | Вађење руде и камена | Прерађивачка индустрија       |
| ------ | ------------------------- | ----------------------------- | ------------------------------------ | -------------------- | ----------------------------- |
| Мушки  | 36                        | 31                            | 0                                    | 0                    | 0                             |
| Женски | 47                        | 45                            | 0                                    | 0                    | 1                             |
| УКУПНО | 83                        | 76                            | 0                                    | 0                    | 1                             |
| Пол    | Производња и снабдевање   | Грађевинарство                | Трговина                             | Хотели и ресторани   | Саобраћај, складиштење и везе |
| Мушки  | 0                         | 1                             | 0                                    | 0                    | 3                             |
| Женски | 0                         | 0                             | 0                                    | 1                    | 0                             |
| УКУПНО | 0                         | 1                             | 0                                    | 1                    | 3                             |
| Пол    | Финансијско посредовање   | Некретнине                    | Државна управа и одбрана             | Образовање           | Здравствени и социјални рад   |
| Мушки  | 0                         | 0                             | 0                                    | 1                    | 0                             |
| Женски | 0                         | 0                             | 0                                    | 0                    | 0                             |
| УКУПНО | 0                         | 0                             | 0                                    | 1                    | 0                             |
| Пол    | Остале услужне активности | Приватна домаћинства          | Екстериторијалне организације и тела | Непознато            | Непознато                     |
| Мушки  | 0                         | 0                             | 0                                    | 0                    | 0                             |
| Женски | 0                         | 0                             | 0                                    | 0                    | 0                             |
| УКУПНО | 0                         | 0                             | 0                                    | 0                    | 0                             |